# Bankon (jezik)
Bankon jezik (bo, abaw, abo, bon; ISO 639-3: abb), jedan od bantu jezika koji se govori u kamerunskoj regiji Littoral, zapadno od rijeke Wouri.
Bankon pripada užoj skupini basaa. 12 000 govornika (2001 SIL).

## Vanjske poveznice
- Ethnologue (14th)
- Ethnologue (15th)